# Армстронг, Нил
Нил О́лден А́рмстронг (англ. Neil Alden Armstrong; 5 августа 1930, Уопаконета, Огайо, США — 25 августа 2012, Цинциннати, Огайо, США) — американский астронавт НАСА, лётчик-испытатель, космический инженер, профессор университета, военно-морской лётчик США, первый человек, ступивший на Луну 21 июля 1969 года в ходе лунной экспедиции корабля «Аполлон-11».

## Детство и юность
Родился 5 августа 1930 года в городе Уопаконета, штат Огайо, в семье Стивена Армстронга (англ. Stephen Koenig Armstrong) и Виолы Энгель (англ. Viola Louise Engel). Имел шотландско-ирландское и немецкое происхождение. В семье воспитывалась также младшая сестра Джун (англ. June) и младший брат Дин (англ. Dean). Отец работал аудитором на правительство штата, и после рождения семья часто переезжала из города в город: они успели пожить в двадцати различных городах до того, как окончательно осели в Уопаконете (штат Огайо) в 1944 году. К тому времени Нил уже был активным участником движения бойскаутов Америки, где в конечном итоге достиг самого высокого ранга Eagle Scout. Будучи взрослым, также получил от скаутов награды Distinguished Eagle Scout Award и Silver Buffalo Award.
В 1947 году начал изучать авиационное производство в Университете Пердью, где вступил в студенческие братства Phi Delta Theta и Kappa Kappa Psi. Стал вторым человеком в семье, пошедшим в колледж. Проходил также в Массачусетский технологический институт, но единственный знакомый ему инженер (который там учился) отговорил его от учёбы там, аргументируя тем, что за хорошим образованием совсем необязательно ехать в Массачусетс. Оплату обучения в колледже взяло на себя государство (план Холлоуэя), взамен обязательства отслужить 3 года в армии после двух лет обучения (оставшиеся 2 года учёбы заканчивались уже после службы). В первые два года учёбы получал средние оценки.

## Образование
В 1947 году окончил среднюю школу в городе Уопаконета.
Во время учёбы в старших классах занимался в городской авиашколе. Первую лицензию пилота-курсанта получил раньше окончания школы и раньше, чем водительские права.
С 1947 по 1955 год (с перерывом 1949—1952 гг.) учился в Университете Пердью в городе Уэст-Лафейетт (штат Индиана), где получил степень бакалавра наук по авиационной технике.
В 1970 году получил степень магистра наук по аэрокосмической технике в Университете Южной Калифорнии.

## Военная служба
Служил в ВМС США в Льюисском исследовательском центре лётчиком-испытателем, испытывал реактивные самолёты, участвовал в Корейской войне, в которой совершил 78 боевых вылетов на истребителе-бомбардировщике Grumman F9F Panther и был один раз сбит. Получил Воздушную медаль и две Золотые звезды.

## Космическая подготовка
В октябре 1958 года был зачислен в группу пилотов, готовившихся к полётам на экспериментальном ракетоплане North American X-15. В ноябре 1960 года совершил свой первый полёт на ракетоплане. Всего до июля 1962 года совершил семь полётов на этих аппаратах, но ни разу не достиг отметки в пятьдесят миль, считавшуюся в ВВС США границей космоса. Одновременно занимался отработкой посадки проектируемого X-20 Dyna Soar на специально оборудованных самолётах-тренажёрах F-102A и F5D. В июле 1962 года разочаровался в ракетопланах и ушёл из проекта за полтора года до его полного закрытия.
В сентябре 1962 года прошёл конкурс из двухсот пятидесяти претендентов, был зачислен во 2-й набор астронавтов НАСА и начал готовиться к полёту в космос.
Армстронг выделялся среди других лётчиков-испытателей своей исключительной выдержкой и хладнокровием, за что получил прозвище «Ледяной капитан» (англ. Ice Commander).

## Космические полёты
В марте 1966 был командиром экипажа космического корабля «Джемини-8». В ходе этого полёта он и астронавт Дэвид Скотт осуществили первую стыковку двух космических кораблей (с беспилотной ракетой-целью «Аджена»). Полёт был прерван досрочно из-за серьёзного сбоя в работе системы двигателей ориентации корабля, угрожавшего жизни астронавтов.

### Высадка на Луну
В июле 1969 года командовал экипажем космического корабля «Аполлон-11», главной задачей которого была первая в истории посадка людей на Луну. Армстронг и его напарник Базз Олдрин совершили выход на поверхность Луны продолжительностью 2 часа 31 минута 40 секунд.
21 июля 1969 года стал первым человеком, ступившим на поверхность Луны.
Ступая на поверхность Луны, Армстронг произнёс историческую фразу:
Это один маленький шаг для человека, но гигантский скачок для всего человечества.
Оригинальный текст (англ.)That’s one small step for [a] man, but one giant leap for mankind.
По словам друга детства Армстронга, фраза о двух разных шагах была навеяна детской игрой Mother May I?, в которой нужно делать большие или маленькие шаги вперёд.

## Визит в СССР
Почти через год после своего полёта на Луну, в мае—июне 1970 года, Нил Армстронг побывал с визитом в СССР. 24 мая он прибыл в Ленинград, где принял участие в XIII ежегодной конференции Комитета по космическим исследованиям (КОСПАР) при Международном совете по науке, которая проходила 20—29 мая, выступив с докладом о первой высадке людей на Луну и своих впечатлениях от пребывания и работы на лунной поверхности. Вместе с тем, широкой публике о визите астронавта было почти ничего неизвестно, за пять дней пребывания Армстронга в Ленинграде только одна местная газета написала о нём. И только уже в ходе визита советской стороной было принято решение о его продлении.
После окончания конференции, 30—31 мая, в сопровождении советских космонавтов Георгия Берегового и Константина Феоктистова посетил Новосибирск, откуда прибыл в Москву. 2 июня 1970 года встретился с Председателем Совета министров СССР Алексеем Косыгиным и подарил ему маленькую ёмкость с образцами лунного грунта и небольшой флаг СССР, который вместе с астронавтами и с флагами более чем 130 других государств побывал 20—21 июля 1969 года на поверхности Луны. 3 июня выступил в Академии наук СССР.
Визит завершился 5 июня 1970 года.

## После НАСА
Оставил работу в НАСА в 1971 году, после чего до 1979 года преподавал в Университете Цинциннати. С 1985 по 1986 год был членом Национального комитета по космонавтике. В 1986 году был вице-председателем следственной комиссии, изучавшей обстоятельства гибели шаттла «Челленджер».
Покинув Университет Цинциннати, возглавил Cardwell International Ltd., компанию по производству буровых установок. Также был советником по вопросам аэрокосмической отрасли, в 1978 году — в United Airlines, в 1980 — в Eaton Corporation. С 1992 года возглавлял совет директоров дочерней компании Eaton — AIL Systems. Продолжал возглавлять совет директоров и после состоявшегося в 2000 году слияния компании с EDO Corporation в 2000 году вплоть до своего выхода на пенсию в 2002 году.
В 1999 году принял участие в телевизионном проекте «BBC: Планеты» в качестве эксперта.
В одном из своих последних интервью Армстронг признал, что шансы успешного полёта на Луну и возвращения на Землю он оценивал в районе девяноста процентов.

## Награды и отличия
Н. Армстронг имел множество наград, наивысшими из которых являются:
- 1969 — Президентская медаль Свободы
- 1969 — Командор Орден Белого слона[34]
- 1978 — Космическая медаль почёта Конгресса
- 2009 — Золотая медаль Конгресса США

Включён в Зал славы астронавтов. В число наград входит Вашингтонская премия (1980), Distinguished Eagle Scout Award.

## Личная жизнь
Был женат на Дженет Шерон (Janet Shearon) с 1956 до их развода в 1994 году, в браке родились сыновья Марк и Эрик, а также дочь Карен, умершая в раннем возрасте. После 1994 года женился второй раз на Кэрол Хелд Найт (Carol Held Knight) и прожил с ней вплоть до своей смерти в 2012 году. Проживал в штате Огайо. Считал себя деистом.

## Смерть
7 августа 2012 года Армстронгу была сделана операция аортокоронарного шунтирования. Однако 25 августа 2012 года из-за возникших после операции осложнений он скончался в возрасте 82 лет.
Семья первого человека, ступившего на Луну, выступила с заявлением, в котором, в частности, говорится:

Нил Армстронг был также несломимым американским героем, служившим своей стране с гордостью, как боевой лётчик военно-морского флота, лётчик-испытатель и астронавт…
Скорбя в связи с утратой очень хорошего человека, мы в то же время прославляем его замечательную жизнь и надеемся, что для молодых людей во всём мире она послужит примером того, как нужно трудиться, чтобы воплотить свои мечты в реальность, как нужно желать исследовать и раздвигать границы и самоотверженно служить делу, большему, чем собственная жизнь.
К тем, кто, возможно, спросит, как они могут отдать дань уважения Нилу, у нас есть простая просьба. Почтите пример служения, достижений и скромности, который он подал. А в следующий раз, когда погожим вечером вы выйдете на улицу и увидите Луну, улыбающуюся вам, подумайте о Ниле Армстронге и подмигните ему.
Оригинальный текст (англ.)Neil Armstrong was also a reluctant American hero [and had] served his nation proudly, as a navy fighter pilot, test pilot, and astronaut…

While we mourn the loss of a very good man, we also celebrate his remarkable life and hope that it serves as an example to young people around the world to work hard to make their dreams come true, to be willing to explore and push the limits, and to selflessly serve a cause greater than themselves.
For those who may ask what they can do to honor Neil, we have a simple request. Honor his example of service, accomplishment and modesty, and the next time you walk outside on a clear night and see the moon smiling down at you, think of Neil Armstrong and give him a wink.

Президент США Барак Обама по поводу кончины Нила Армстронга заявил, что он стоит в ряду величайших американских героев не только своего времени, но всех времён.
Свои чувства выразили и коллеги Армстронга, члены экипажа «Аполлона-11». Базз Олдрин заявил, что он очень опечален известием о кончине. «Я знаю, — добавил Олдрин, — что миллионы скорбят вместе со мной по поводу утраты настоящего американского героя и лучшего лётчика, которого я когда-либо знал».
А астронавт Майкл Коллинз, в свою очередь, сказал очень просто: «Он был лучшим, и мне его будет страшно не хватать».
14 сентября прах Нила Армстронга вывезли в море на борту ракетного крейсера «Philippine Sea» и захоронили на дне Атлантического океана по традиции военно-морских сил США. На похоронах присутствовали рота почётного караула, два сына астронавта и его вдова Кэрол Армстронг.

## Память
- В честь Нила Армстронга назван небольшой кратер на Луне, находящийся недалеко от места посадки «Аполлона-11», и переименован астероид 1982 PC в (6469) Армстронг[англ.].
- В 2014 году было спущено на воду исследовательское судно RV Neil Armstrong (AGOR-27)[англ.], крёстной матерью которого стала Кэрол Армстронг, на церемонии присутствовала также внучка астронавта, Кали Армстронг[49].
- Временный мемориал в этнографическом парке Этномир, Калужская область[50].
- В мае 1970 года Нил Армстронг посетил Новосибирск. В Академгородке возле здания физико-математической школы (ул. Ляпунова № 3) астронавт посадил кедры. В 2016 году рядом с ними был заложен мраморный камень в память о визите[48][51].
- Минерал армстронгит назван в честь астронавта Нила Армстронга[52][53].
- Минерал армолколит[англ.] назван в честь астронавтов Армстронга, Олдрина и Коллинза[54][55][56].

### В фильмах
- Аполлон 11 (реж. Норберто Барба, 1996)
- Жили-были первооткрыватели (реж. Альбер Барийе, 1997)
- С Земли на Луну (1998)
- Цель — Луна (2009)
- Хранители (2009)
- Квантовый квест: Космическая одиссея (реж. Харри Клур, 2010)
- Трансформеры 3: Тёмная сторона Луны (реж. Майкл Бэй, 2011)
- Люди в чёрном 3 (2012)
- Человек на Луне (2018)
- Ради всего человечества (2019)
- Покажи мне Луну (реж. Грег Берланти, 2024) — роль Армстронга исполняет Ник Дилленбург[57]